# Kirov (croiseur, 1936)
Pour les articles homonymes, voir Kirov (croiseur).
Le Kirov (russe : Киров) est un croiseur, navire de tête de sa classe (projet 26) en service dans la marine soviétique pendant la guerre d'Hiver, la Seconde Guerre mondiale et la guerre froide.

## Historique
Alors que le Kirov tente de bombarder les canons de la défense côtière finlandaise au cours de la guerre d'Hiver, le navire rencontre des problèmes techniques et doit retourner à la base navale soviétique de Liepāja pour réparations. 17 hommes sont tués à bord et 30 autres blessés à la suite d'un bref échange de tirs avec les Finlandais à Russarö.
Basé près de Riga au moment de l'attaque allemande contre l'Union soviétique en juin 1941, le Kirov est piégé dans le golfe de Riga par l'avancée rapide de l'ennemi. Le navire dirige ensuite l'évacuation de Tallinn fin août 1941, avant d'être bloqué à Leningrad où il ne peut fournir qu'un appui-feu pendant le siège de Léningrad. Le Kirov bombarde les positions finlandaises pendant l'offensive Vyborg-Petrozavodsk au milieu de 1944, mais ne joua ensuite plus aucun rôle dans la guerre.
Le Kirov est reclassé comme navire-école le 2 août 1961 et vendu pour démolition le 22 février 1974. Deux de ses tourelles sont installées à Saint-Pétersbourg comme monument.

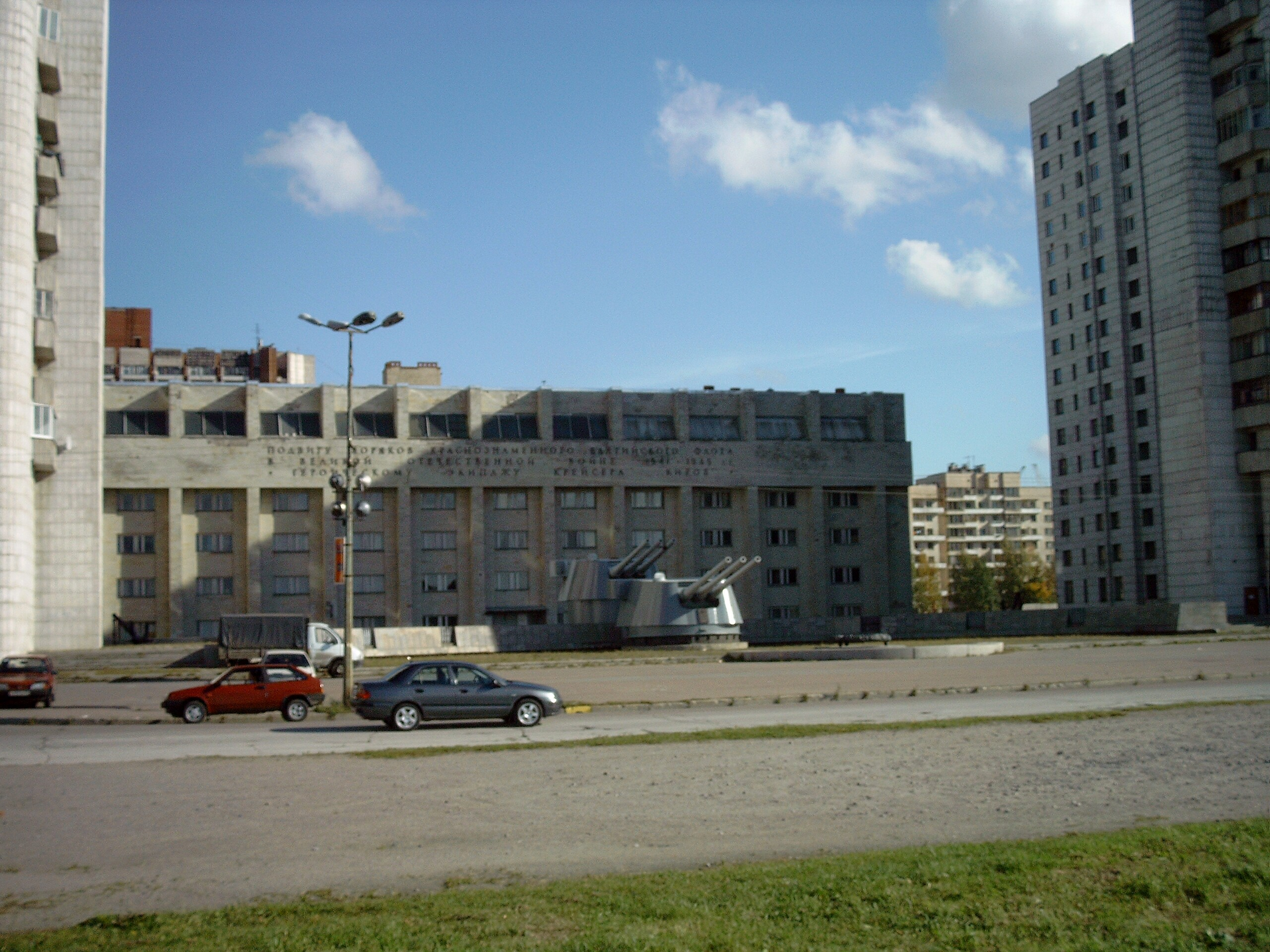
Mémorial du Kirov
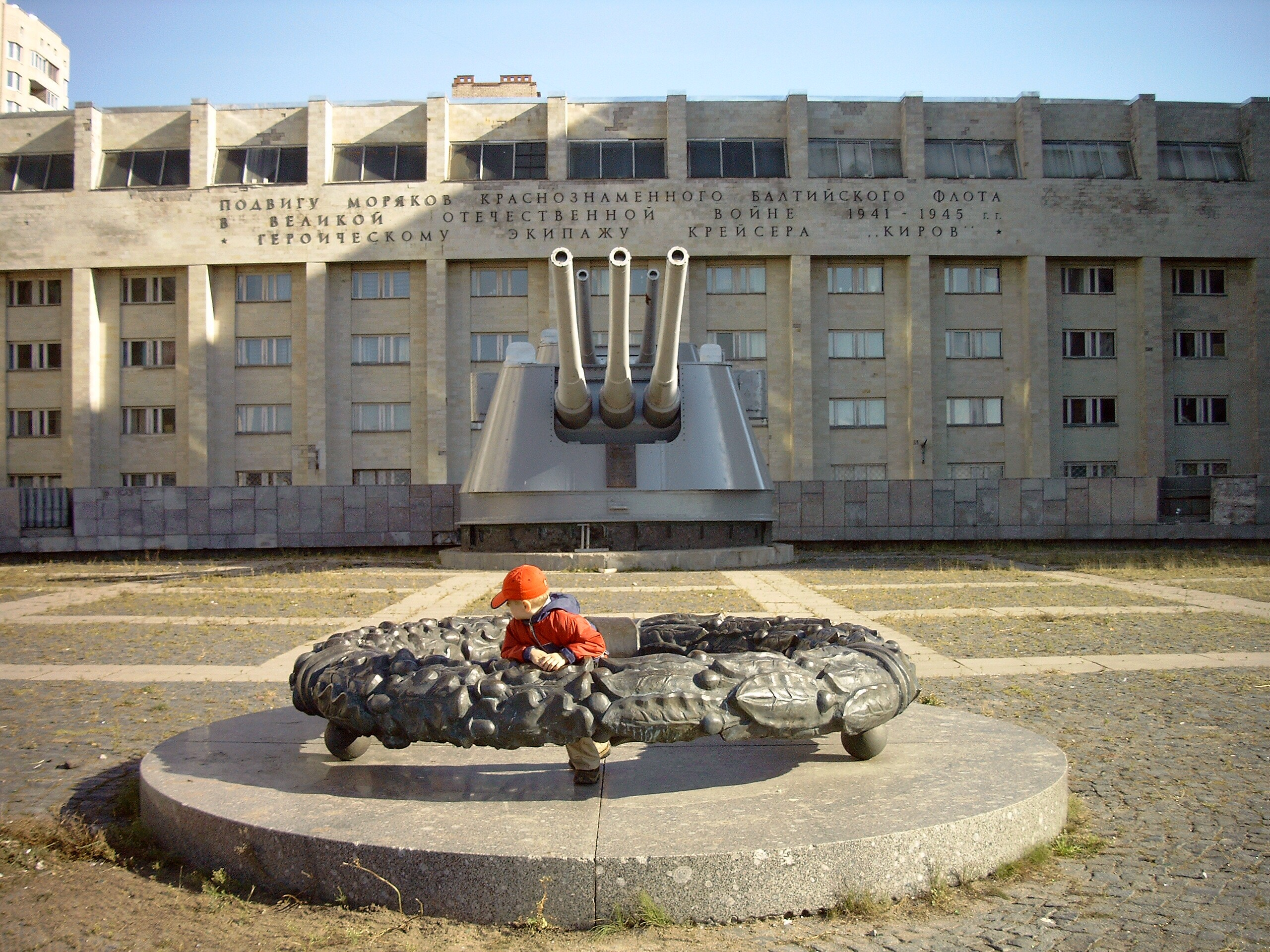
Mémorial du Kirov
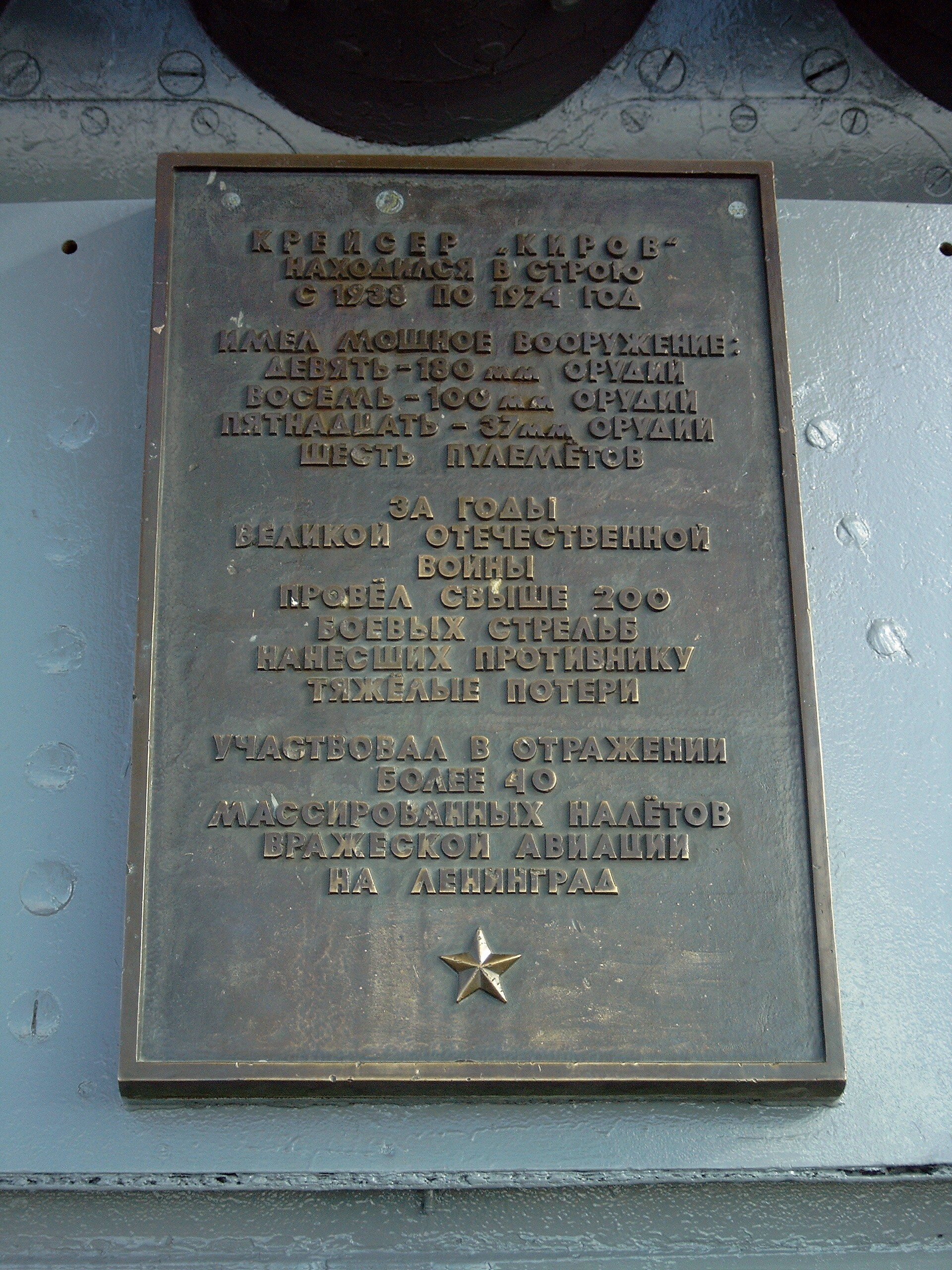
Plaque commémorative du Kirov
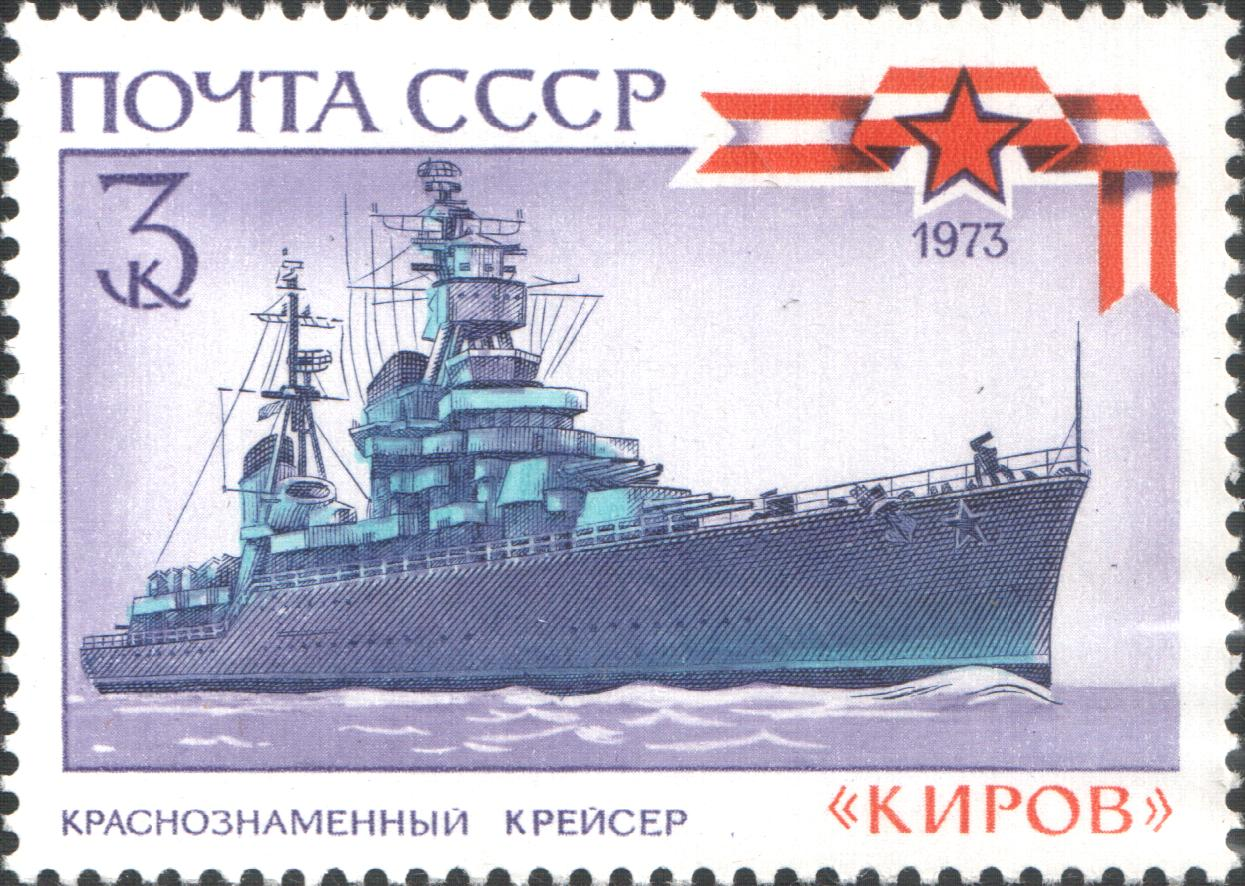
Timbre soviétique de 1973 représentant le Kirov